# James Hamilton of Cadzow
Sir James Hamilton (* vor 1397; † vor Mai 1441) war ein schottischer Ritter und 5. Laird von Cadzow in Lanarkshire.
Er war ein Sohn von Sir John Hamilton, 4. Laird of Cadzow, und dessen Gattin Janet Douglas, Bruder des James Douglas, 1. Lord Dalkeith, aus der Familie Douglas. Er ist erstmals 1397 urkundlich belegt, als sein Vater ihm das Anwesen Kinneil House nebst zugehöriger Ländereien übereignete. Beim Tod seines Vaters um 1402 erbte er dessen restlichen Besitz.
Er heiratete Janet Livingston (* um 1395), Tochter des Sir Alexander Livingston of Callendar († 1451), mit der er sieben Kinder hatte:
- Mary Hamilton
- Agnes Hamilton
- Elizabeth Hamilton
- James Hamilton, 1. Lord Hamilton (um 1415–1479)
- Alexander Hamilton, Laird of Silvertonhill (* nach 1415)
- John Hamilton (nach 1416–vor 1455)
- Gavin Hamilton (um 1440–vor 1493), Provost der Collegiate Church von Bothwellrhead

1424 wurde er nach England gebracht, als eine Geisel für die Zahlung des Lösegeldes für die Freilassung König Jakobs I. von Schottland aus englischer Gefangenschaft. Er wurde in Fotheringhay Castle, später in Dover Castle festgehalten. Er konnte 1426 nach Schottland zurückkehren und wurde dort spätestens 1430 zum Ritter geschlagen.
Sein Todesdatum ist nicht bekannt, im Mai 1441 ist urkundlich gesichert, dass er bereits gestorben war. Sein ältester Sohn James, beerbte ihn als Laird von Cadzow und wurde 1445 zum Lord Hamilton erhoben. Seine Witwe heiratete nach seinem Tod in zweiter Ehe Sir Robert Bruce of Airth.